# Симптоматска радња
Симптоматска радња је наизглед безначајно и бесциљно понашање, које је нехотичан производ неке несвесне жеље. Симптоматске радње, као и омашке, убрајају се у појаве психопатологије свакодневног живота, али за разлику од омашки, оне нису компромисне творевине, јер у њиховом образовању не учествује свесна намера. Из тих разлога особа није свесна да се тиме „одаје”, односно да је симболична радња у ствари резултат неког конфликта чију поруку треба разумети.